# Der Postmeister (Puschkin)
Der Postmeister (russisch Станционный смотритель) ist eine Erzählung des russischen Dichters Alexander Puschkin. Die Geschichte erschien zusammen mit anderen in dem Kurzgeschichtenband Die Geschichten des verstorbenen Iwan Petrowitsch Belkin (russisch Повести покойного Ивана Петровича Белкина Powesti pokoinowo Iwana Petrowitscha Belkina) im Jahr 1831.

## Inhalt
Die Geschichte beginnt damit, dass der Ich-Erzähler die Lebensumstände der Postmeister in Russland zu Beginn des 19. Jahrhunderts schildert, die hauptsächlich die Aufgabe hatten, den Pferdewechsel für Reisende mit Kutschen zu organisieren, die Pferde zu unterhalten, die Reisenden zu versorgen und dabei wegen ihres niederen Standes vielen Repressalien ausgesetzt waren.
Anschließend erzählt er von einer seiner Dienstreisen als junger Mann, auf der er die Bekanntschaft eines rüstigen Postmeisters und seiner Tochter machte, was ihn nachdrücklich beeindruckt habe. Beim Halt an der örtlichen Poststation, überrascht von deren Sauberkeit und stilvoller Gestaltung – darunter Bilder der biblischen Geschichte des verlorenen Sohnes – bot der Postmeister ihm, der völlig durchnässt war, heißen Tee an. Dieser wurde von Dunja, seiner 14-jährigen Tochter, serviert, die auffallend schön war und angenehme Manieren besaß. Bald unterhielten sich der Postmeister, Dunja und der Erzähler bei Tee und Punsch wie gute alte Bekannte. Daher sei der Erzähler traurig gewesen, als er die Station wieder verlassen musste, und Dunja erlaubte ihm, sie zu küssen, bevor er ging.
Drei Jahre später kommt der Erzähler wieder in die gleiche Gegend und freut sich auf die Wiederbegegnung mit Dunja. Er erreicht die Station, findet sie aber verwahrlost vor. Der alte Postmeister ist zu einem gebrochenen Mann geworden, der ihn nicht mehr wiedererkennt. Nach dem Befinden seiner Tochter befragt, kann er keine Auskunft geben; er weiß nicht, wie es ihr geht. Beim Punsch wird er schließlich gesprächig, lobt Dunjas Umsicht, erzählt von dem nachdrücklichen Eindruck, den sie auf alle Reisenden gemacht habe, und ihrer Fähigkeit, die Gäste zu beschwichtigen und in gute Stimmung zu versetzen.
Einige Zeit nach dem ersten Besuch des Erzählers sei ein junger Husar an die Poststation gekommen und habe neue Pferde verlangt. Der gut aussehende Reisende wurde ungehalten, als der Postmeister ihm sagte, er müsse warten, bis wieder Pferde bereitständen, sodass Dunja hinzukam, um ihn zu beruhigen, und ihm anbot, erst zu Abend zu essen. Minsky, der Husar, ging darauf ein, unterhielt sich fröhlich mit dem Postmeister und seiner Tochter und aß zufrieden mit ihnen. Kurz darauf erkrankte er jedoch und musste mehrere Tage in der Station bleiben, wo Dunja sich Tag und Nacht um ihn kümmerte. Sein Zustand hielt ihn aber nicht davon ab, Kaffee zu trinken, zu Mittag zu essen und mit dem Arzt Wein zu trinken, auch genoss er offensichtlich Dunjas Fürsorge.
Als er wieder genesen war, bot er Dunja an, sie bei seiner Abfahrt in der Kutsche bis zur Kirche mitzunehmen, wo sie den Gottesdienst besuchen wollte. Sie zögerte, doch ihr Vater ermutigte sie dazu, mitzufahren. Daraufhin entführte Minsky, der seine Erkrankung nur vorgetäuscht hatte, um Dunja länger nahe zu sein, das Mädchen. Der verzweifelte Postmeister bereute sein Verhalten zutiefst, wurde selbst krank und ließ sich zuletzt beurlauben, um den Spuren Minskys bis nach Sankt Petersburg zu folgen, wohin Dunja nach Auskunft des Kutschers weinend mit dem Husar gefahren war. Doch als er diesen ausfindig gemacht hatte und ihn darum bat, ihm seine Tochter zurückzugeben, gestand Minsky zwar seine Schuld, weigerte sich aber, Dunja zu verlassen, die glücklich bei ihm sein werde, und fertigte ihn mit ein paar Geldscheinen ab, die der Postmeister kurz darauf aus Empörung zertrat. Schließlich resignierte er, wollte aber seine Tochter noch einmal sehen, was ihm durch eine List auch gelang. Er realisierte, dass sie den Husaren wohl liebte, von ihm ausgehalten wurde und ein komfortables Leben führte; jedoch erschrak sie heftig bei seinem Anblick, worauf Minsky ihn aus ihrem Haus hinauswarf.
Er kehrte zurück, nicht ohne die fortwährende Angst, dass seine Tochter von Minsky verstoßen werden und in Schande und Elend enden könnte.
Einige Jahre nachdem der Erzähler die Geschichte des Postmeisters gehört hat, kehrt er noch einmal in die Gegend der Poststation zurück, die, wie er erfährt, nicht mehr existiert. Er will wissen, was aus dem Postmeister geworden ist, und fährt in dessen Dorf. Dort hört er, dass der Mann sich mittlerweile zu Tode getrunken hat und bereut schon seinen Umweg. Ein Junge zeigt ihm das einfache Grab auf einem trostlosen Friedhof. Er erzählt ihm auch, dass einige Zeit zuvor eine elegante, wohlhabende Dame mit drei Söhnen und einer Amme in einer großen Kutsche ins Dorf gekommen sei und nach dem Postmeister gefragt habe. Diese schöne Dame habe um den Postmeister geweint und sei zu seinem Grab gegangen, habe sich dort längere Zeit aufgehalten, später dem örtlichen Popen Geld übergeben und sei dann fortgefahren. Daraufhin bedauert der Erzähler seine Reise in den Ort der Poststation nicht mehr.

## Verfilmungen
- 1925: Der Postmeister (Коллежский регистратор) mit Iwan Moskwin
- 1940: Der Postmeister mit Heinrich George
- 1955: Dunja mit Walter Richter

## Hörspielbearbeitungen
- 1948: Dunia – Regie: Günther Schnabel, u. a. mit Victor Janson (Postmeister), Dagmar Altrichter (Dunja) und Axel Monjé (Rittmeister) (NWDR)
- 1951: Der Postmeister – Regie: Werner Wieland, u. a. mit Willy A. Kleinau (der Postmeister), Renate Schroff (Dunja, seine Tochter) und Wolf Kaiser (Rittmeister Minskij) (MDR 1946–1952)
- 1953: Der Postmeister – Bearbeitung: Gerhard W. Menzel und Hans Schweikart (ORF Wien)
- 1967: Der Postmeister – Bearbeitung: Gerhard W. Menzel und Hans Schweikart, Regie: Ferry Bauer, u. a. mit Walter Richter, Inga Bünsch und Aladar Kunrad (ORF Oberösterreich)

Quellen: ARD-Hörspieldatenbank für die deutschen und Ö1-Hörspieldatenbank für die österreichischen Produktionen

## Oper
- 1946: Postmeister Wyrin. Musik: Florizel von Reuter (Uraufführung November 1946. Staatsoper Unter den Linden, Berlin)